# Mongu
Mongu ist die Hauptstadt der Westprovinz (vormals Barotseland) in Sambia und hat 111.450 Einwohner (Zensus 2022). Sie befindet sich am Rande einer ausgedehnten Flutebene etwa 25 Kilometer östlich des Sambesi, mit dem sie durch den Malile-Kanal verbunden ist. Die Stadt ist Sitz der Verwaltung des gleichnamigen Distrikts mit 197.816 Einwohnern (2022).

## Geografie
Mongu liegt auf 1050 Meter Höhe über dem Meeresspiegel in einem semiariden, sandigen Gebiet, der Barotse-Ebene, die in der Regenzeit vom Sambesi bis zum Stadtrand überflutet wird. Das Umland ist geprägt von Kalahari-Vegetation und Miombowald (6,3 Millionen Hektar im Distrikt). Die Flutebene selbst gehört zur Ökoregion des sambesischen Schwemmlandes. Nördlich von Mongu erreicht diese ihre größte Ausdehnung auf etwa 50 Kilometer Breite.
Die Trocken- und der Regenzeitpälaste des Litunga, wie der Titel des Königs der größten lokalen Ethnie Lozi lautet, liegen außerhalb Mongus 12 Kilometer nordwestlich in Lealui und 16 Kilometer nördlich in Limulunga. Gegenüber dem Palast in Limulunga befindet sich das Nayuma Museum. Die noch heute am Ende der Regenzeit vollzogene Kuomboka-Zeremonie bezieht sich auf den Umzug des Königs von einem Palast in den anderen und gehört zu den größten Festivitäten des Landes.

## Wirtschaft

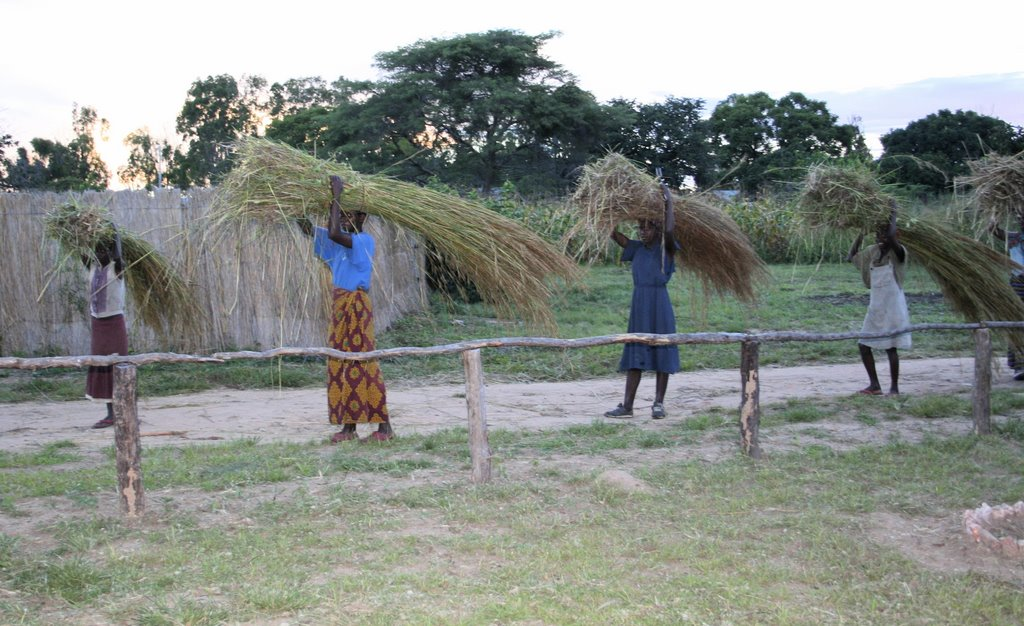
Frauen mit Gras für Dachdeckung und Umzäunungen

Mongu liegt in der ärmsten Region Sambias, etwa 6 % der Bevölkerung verfügen über einen Zugang zu Elektrizität, 44 % zu sauberem Wasser sowie 10 % über eine heimische Toilette. Die Armutsquote liegt mit 71 % deutlich über dem Landesdurchschnitt.
Mongu verfügt über ein kleines Geschäftsviertel, einen großen Wochenmarkt und einen Flughafen, der vor allem von der sambischen Luftwaffe genutzt wird und nach dem Bürgerkrieg in Angola den Vereinten Nationen als Stützpunkt zur Rückführung angolanischer Flüchtlinge diente. Am Stadtrand befindet sich ein Elektrizitätswerk.
Den Hauptzweig der lokalen Wirtschaft bildet die Landwirtschaft, die für vor allem Mangos, Cassava und Cashews produziert. Daneben spielt der Fischfang durch das Schwemmland eine bedeutende Rolle. Als Umschlagplatz fungiert der kleine Naturhafen an der Abbruchkante der Flutebene, der dem Barotse Royal Establishment, der königlichen Verwaltung der Lozi untersteht. Auf dem örtlichen Markt findet man daher zum Beispiel Tigerfisch aus dem Sambesi. Darüber hinaus ist die Region um Mongu für seine kunstvollen Körbe und Teppiche bekannt und das wichtigste Reisanbaugebiet in Sambia.
Mongu bietet Touristen eine Vielzahl von Übernachtungsmöglichkeiten auf einfachem bis mittlerem Niveau und verfügt über etwa 13 Lodges und Hotels sowie ca. 30 Motels und Gästehäuser.

## Infrastruktur
Die Stadt verfügt über zwei Krankenhäuser, das Lewanika General Hospital sowie das Distriktkrankenhaus, 11 weiterführende Schulen sowie 7 Einrichtungen der tertiären Bildung, darunter die private Barotse University und die in Bau befindliche öffentliche King Lewanika University.
Im Zentrum des Ortes befinden sich mehrere Filialen sambischer Banken sowie die im Jahr 2016 eröffnete Barotse Mall, die mit einem großen Shoprite-Supermarkt und weiteren Einzelhändlern das lokale Warenangebot ergänzt. Die Silhouette der Stadt wird von der Kathedrale und dem Wasserturm geprägt.
Mongu ist über die M9 mit dem ca. 600 km entfernten Lusaka verbunden. Seit der Eröffnung der Sioma Bridge und dem Ausbau der M10 besteht über die Katima-Mulilo-Brücke auch Anschluss an Sesheke und Livingstone. Die 2016 eröffnete Mongu – Kalabo Road durchquert die Barotse-Ebene, überbrückt den Sambesi auf der Lubosi Imwiko II Bridge und bindet das in der Regenzeit bisher abgeschnittene Kalabo an das sambische Straßennetz an. Durch den ausgedehnten Handel vor allem mit Getreide und Gemüse zwischen Sambia und Angola gibt es Bestrebungen, diese Straße bis ins Nachbarland weiterzuführen, um eine kurze und schnelle Verbindung zum Seehafen in Moçâmedes zu schaffen. Daneben soll die etwa 16 Kilometer lange Strecke zum Königssitz in Limulunga ertüchtigt werden.

## Klima
Mongu liegt in der Übergangszone des Ostseitenklimas (oder der wechselfeuchten Subtropen) und des tropischen Savannenklimas mit einer ausgeprägten Trockenzeit zwischen Mitte April und Mitte Oktober sowie einer Regenzeit von Ende Oktober bis Anfang April. Zwischen September und November, in der Zeit der ersten Regenfälle, liegen die Temperaturen am höchsten. Die Flut des Sambesi erreicht die Region typischerweise im Januar oder Februar und hat ihren Höhepunkt etwa im April. Danach sinkt der Wasserstand bis in die kühleren Monate der Trockenzeit. Nachtfröste sind auch in dieser Periode in Mongu äußerst selten.
|                       | Jan  | Feb   | Mär  | Apr  | Mai  | Jun  | Jul  | Aug  | Sep  | Okt  | Nov  | Dez  |   |      |
| Mittl. Tagesmax. (°C) | 28,2 | 29,22 | 28,1 | 29,1 | 27,7 | 25,8 | 26,6 | 29,6 | 33,3 | 33,9 | 31,0 | 28,5 | ⌀ | 29,2 |
| Mittl. Tagesmin. (°C) | 18,8 | 19,0  | 18,7 | 16,9 | 13,1 | 10,0 | 9,7  | 12,7 | 16,6 | 18,5 | 18,1 | 18,3 | ⌀ | 15,8 |
|                       |      |       |      |      |      |      |      |      |      |      |      |      |   |      |
| Niederschlag (mm)     | 220  | 217   | 146  | 38   | 2    | 1    | 0    | 0    | 2    | 33   | 104  | 216  | Σ | 979  |
|                       |      |       |      |      |      |      |      |      |      |      |      |      |   |      |
| Sonnenstunden (h/d)   | 5,9  | 6,5   | 6,9  | 9,2  | 10,1 | 9,8  | 10,0 | 10,1 | 9,5  | 8,0  | 7,3  | 6,2  | ⌀ | 8,3  |
|                       |      |       |      |      |      |      |      |      |      |      |      |      |   |      |
| Regentage (d)         | 16   | 14    | 14   | 4    | 0    | 0    | 0    | 0    | 0    | 5    | 10   | 17   | Σ | 80   |
|                       |      |       |      |      |      |      |      |      |      |      |      |      |   |      |
| Luftfeuchtigkeit (%)  | 73   | 73    | 72   | 64   | 53   | 48   | 44   | 36   | 32   | 42   | 60   | 72   | ⌀ | 55,7 |

| 18,8 |

| 19,0 |

| 18,7 |

| 16,9 |

| 13,1 |

| 10,0 |

| 9,7 |

| 12,7 |

| 16,6 |

| 18,5 |

| 18,1 |

| 18,3 |

| 18,8 |

| 19,0 |

| 18,7 |

| 16,9 |

| 13,1 |

| 10,0 |

| 9,7 |

| 12,7 |

| 16,6 |

| 18,5 |

| 18,1 |

| 18,3 |

## Demografie
| Jahr | Einwohnerzahl |
| ---- | ------------- |
| 1963 | 5000          |
| 1969 | 10.700        |
| 1974 | 11.900        |
| 1990 | 29.302        |
| 2000 | 44.310        |
| 2010 | 49.818        |
| 2022 | 111.450       |

## Persönlichkeiten
- Namakau Nalumango (* 1957), Maler